# Camellia rosiflora
Camellia rosiflora là một loài thực vật có hoa trong họ Theaceae. Loài này được Hook. mô tả khoa học đầu tiên năm 1858.